# Mesochorus contractus
Mesochorus contractus är en stekelart som beskrevs av Julius Theodor Christian Ratzeburg 1848. Mesochorus contractus ingår i släktet Mesochorus och familjen brokparasitsteklar. Inga underarter finns listade i Catalogue of Life.